# Гюнтер, Лассе
Ла́ссе Гю́нтер (нем. Lasse Günther; родился 21 марта 2003, Мюнхен) — немецкий футболист, крайний защитник клуба «Эльферсберг».

## Клубная карьера
С 2016 по 2021 год выступал за молодёжные команды мюнхенской «Баварии». 10 апреля 2021 года дебютировал за клуб «Бавария II» в матче Третьей лиги Германии против «Ингольштадт 04».
28 мая 2021 года перешёл в «Аугсбург», подписав контракт до лета 2025 года. 2 октября 2021 года дебютировал в Бундеслиге в матче против дортмундской «Боруссии», выйдя на замену Мадсу Педерсену.

## Карьера в сборной
Выступал за сборные Германии до 16, до 17, до 18 и до 19 лет.